# Afronycteris nanus
Afronycteris nanus is een zoogdier uit de familie van de gladneuzen (Vespertilionidae). De wetenschappelijke naam van de soort werd voor het eerst geldig gepubliceerd door Peters in 1852.

## Voorkomen
De soort komt voor in Angola, Benin, Botswana, Burkina Faso, Burundi, Kameroen, de Centraal-Afrikaanse Republiek, Tsjaad, Congo-Brazzaville, Congo-Kinshasa, Ivoorkust, Equatoriaal-Guinea, Eritrea, Ethiopië, Gabon, Gambia, Ghana, Guinee, Guinee-Bissau, Kenia, Liberia, Madagaskar, Malawi, Mali, Mozambique, Namibië, Niger, Nigeria, Rwanda, Senegal, Sierra Leone, Somalië, Zuid-Afrika, Soedan, Swaziland, Tanzania, Togo, Oeganda, Zambia en Zimbabwe.